# Terence Bay (zatoka)
Terence Bay – zatoka (ang. bay) zatoki Pennant Bay w kanadyjskiej prowincji Nowa Szkocja, w hrabstwie Halifax; nazwa urzędowo zatwierdzona 27 czerwca 1907.